# Michelangelo Schipa
Michelangelo Schipa (Lecce, 4 d'octubre de 1854 - Nàpols, 4 d'octubre de 1939) va ser un escriptor, historiador i acadèmic italià. Va ser un dels signants del manifest dels intel·lectuals antifeixistes elaborat l'any 1925 per Benedetto Croce.

## Biografia
Llicenciat a la Universitat Reial de Nàpols el 1877, Michelangelo Schipa va ensenyar història a diversos instituts de Nàpols, Salern i Maddaloni, entre els quals la prestigiosa Escola Militar Nunziatella (1889). Professor d'Història i Geografia al Reial Institut Tècnic i Nàutic Giovanni Battista Della Porta (1899-1900) de Nàpols, aleshores professor lliure d'història moderna des de 1890, va tornar a la Universitat de Nàpols per ensenyar primer geografia i després per governar la càtedra d'història moderna, que va ocupar fins al 1929.
Es va ocupar principalment de la història del sud d'Itàlia, destacant-se especialment per l'èxit de la traducció del text de Ferdinand Hirsch sobre Ducat de Benevento fins a la caiguda del regne llombard: contribució a la història del sud d'Itàlia a l'edat mitjana (ed. Roux, Torí 1890). Els seus estudis més coneguts han tractat els principals esdeveniments de la història del Regne de Nàpols i, dins d'aquest, entre altres coses, la vida i l'obra de Masaniello.
Va participar activament, amb els seus amics Giuseppe de Blasiis i Bartolommeo Capasso, en les iniciatives empresses per la Societat Napolitana d'Història de la Patria, de la qual va ser membre de llarga durada. Fou un dels fundadors, l'any 1892, de la coneguda revista d'art i topografia napolitana Napoli nobilissima. Juntament amb Benedetto Croce i altres intel·lectuals napolitans va fundar la Societat de les Nou Muses.
El 1924, amb motiu del setè centenari de la universitat "Federico II", va escriure, juntament amb Francesco Torraca, Gennaro Maria Monti, Riccardo Filangieri di Candida, Nino Cortese, Alfredo Zazo i Luigi Russo, la Història de la Universitat de Nàpols, publicat per a l'editorial 'Ricciardi.
Membre de lAccademia Nazionale dei Lincei des de 1926, entre els seus alumnes hi havia Aurelio Marena, Ernesto Pontieri, Ruggero Moscati, Walter Maturi i Leopoldo Cassese.
Se li deuen:
- La Mesalina del Cosa (1876);
- Alfano I, arcivescovo di salerno (1880);
- La cronaca amalfitana (1881);
- La cronaca di S. Stefano <ad rivum maris> (1882);
- Storia del Principato Longobardo di Salerno, Tip. Giannini & Figli, Napoli (1887)
- Saggi di recensioni (1887);
- Carlo Martello angioino, Tip. Giannini & Figli, Napoli 1890
- La migrazione del nome Calabria (1895);
- Le Italie del Medio Evo. Per la storia del nome d'Italia, Tip. Giannini & Figli, Napoli (1895);
- Storia del ducato napoletano, Tip. Giannini & Figli, Napoli (1895);
- Pei nomi Calabria, Sicília e Italia nel medio evo (1896);
- Un ministro napoletano del secolo 18. Domenico Caracciolo, Pierro, Napoli 1897
- Probleme napoletani al principio del secolo XVIII (1898);
- Il Regno di Napoli al tempo di Carlo di Borbone, Pierro, Napoli (1904)
- Contese sociali napoletane nel Medio Evo, Pierro, Napoli (1906)
- La pretesa fellonia del duca d'Ossuna 1619, Pierro, Napoli (1911)
- La così detta rivoluzione di Masaniello: da memorie contemporanee inedite, Pierro, Napoli (1918)
- Il Mezzogiorno d'Italia anteriormente alla monarchia: ducato di Napoli e principato di Salerno, Laterza, Bari (1923)
- Nobili e popolani in Napoli nel Medioevo in rapporto all'Amministrazione municipale, Leo Olschki, Firenze (1925)
- Masaniello, Laterza, Bari (1925)
- Napoletani in Lombardia nella campagna del 1848: da un manoscritto inedito, Società napoletana di Storia Patria, Napoli (1928)
- Albori di Risorgimento nel Mezzogiorno d'Italia, premessa di Gioacchino Volpe, Miccoli, Napoli (1938)
- Nel Regno di Ferdinando IV Borbone, Vallecchi, Firenze (1938)
- Storia del principato longobardo di Salerno, a cura di Giuseppe Galasso, Arnaldo Forni Editore, Bologna 1974